# 楊筑云
杨筑云（2005年1月27日—），宜蘭蘇澳人，臺灣女子羽毛球運動員，曾獲2025年夏季世大運混合雙打金牌，現為中租企業羽球隊隊員。

## 球員生涯
楊筑云來自宜蘭蘇澳，受喜愛羽球的父親影響，自幼兒園接觸羽球，就讀宜蘭馬賽國小時接受正式羽球訓練。國中時曾前往高雄就讀三民國中，後轉學至臺北立大同高中國中部；就讀大同高中時與詹又蓁組成固定搭檔，兩人在2021年第二次全國羽球排名賽乙組女雙奪冠，獲得中華羽協甲組球員資格，楊筑云也在高中畢業前就加入中租企業羽球隊。
楊筑云／詹又蓁在高中期間即備受臺灣羽壇期待。兩人做為女雙主力幫助隊伍在2022年世界青年羽毛球錦標賽贏得混合團體亞軍，隔年除了全國中學運動會奪得女雙冠軍，更於第二次全國羽球排名賽奪得首座甲組女雙冠軍。
2024年8月，楊筑云在第二次全國羽球排名賽與詹又蓁第二次奪冠，同時與吳軒毅奪得混雙冠軍。9月，楊／詹在澳門公開賽首闖超級300賽事四強，最終以0比2（12-21、6-21）不敵李汶妹／張殊賢。10月，於吉隆坡大師賽首闖超級100賽事決賽，最終以直落二（20-22、11-21）不敵地主選手吳佩琪／張湄鑫。

### 2025年 世大運混雙奪金
楊筑云約莫於2024年被診斷出腰椎椎弓解離症，因病情反覆發作而一度考慮放棄。2025年7月，楊筑云代表中華台北參加在德國萊茵-魯爾舉辦的夏季世界大学生运动会羽毛球比赛。她在混合團體賽事隨隊奪得銀牌；個人賽方面，她與吳軒毅在混合雙打項目成功闖入決賽，最終以直落二（15-8、17-15）擊敗隊友陳政寬／許尹鏸，奪得金牌。

## 主要比賽成績
只列出曾進入準決賽的國際賽事成績：
| 年份   | 賽事                       | 公開賽級別 | 項目     | 拍檔   | 成績   |
| ------ | -------------------------- | ---------- | -------- | ------ | ------ |
| 2022年 | 世界青年羽毛球錦標賽       | 其他       | 混合團體 | －     | 亞軍   |
| 2023年 | 大阪羽毛球國際挑戰賽       | 國際挑戰賽 | 混合雙打 | 吳軒毅 | 準決賽 |
| 2023年 | 北馬里亞納羽毛球公開賽     | 國際挑戰賽 | 混合雙打 | 吳冠勳 | 準決賽 |
| 2023年 | 亞洲青年羽毛球錦標賽       | 其他       | 混合團體 | －     | 季軍   |
| 2024年 | 塞班島羽毛球國際賽         | 國際挑戰賽 | 女子雙打 | 詹又蓁 | 準決賽 |
| 2024年 | 塞班島羽毛球國際賽         | 國際挑戰賽 | 混合雙打 | 周宥翔 | 準決賽 |
| 2024年 | 澳門羽球公開賽             | 超級300賽  | 女子雙打 | 詹又蓁 | 準決賽 |
| 2024年 | 吉隆坡羽毛球大師賽         | 超級100賽  | 女子雙打 | 詹又蓁 | 亞軍   |
| 2024年 | 吉隆坡羽毛球大師賽         | 超級100賽  | 混合雙打 | 吳軒毅 | 準決賽 |
| 2025年 | 夏季世界大學運動會羽球比賽 | 其他       | 混合團體 | —      | 銀牌   |
| 2025年 | 夏季世界大學運動會羽球比賽 | 其他       | 混合雙打 | 吳軒毅 | 金牌   |

| 2018-2026年 | 總決賽 | 超級1000賽 | 超級750賽 | 超級500賽 | 超級300賽 | 超級100賽 | 國際挑戰賽 | 國際系列賽 | 未來系列賽 | 其他 |

## 外部連結
- 楊筑云在世界羽球聯盟的登錄資料